# Skoky na lyžích na Zimních olympijských hrách 1956
Skoky na lyžích na Zimních olympijských hrách 1956 v Cortině d'Ampezzo byly posledním závodem těchto zimních her. Konaly se 5. února na nově postaveném můstku Trampolino Italia, jehož kritický bod byl 72 metrů. Soutěž skončila finským dvojitým vítězstvím, když před 21 382 diváky triumfoval Antti Hyvärinen před Aulisem Kallakorpim. Po prvním kole byl ve vedení Harry Glass, který skončil v konečném pořadí třetí a získal tak pro tým sjednoceného Německa bronzovou medaili.
Poprvé v historii olympijských skoků na lyžích byl poražen norský tým, který do té doby dominoval a až do roku 1952 získal všech šest olympijských vítězství v této disciplíně.

## Přehled medailí
| Pořadí | Země                           | Zlato | Stříbro | Bronz | Celkově |
| ------ | ------------------------------ | ----- | ------- | ----- | ------- |
| 1.     | Finsko (FIN)                   | 1     | 1       | 0     | 2       |
| 2.     | Tým sjednoceného Německa (EUA) | 0     | 0       | 1     | 1       |
| Celkem | Celkem                         | 1     | 1       | 1     | 3       |

## Medailisté

### Muži
| Disciplína     | Zlato                          | Výkon | Stříbro                         | Výkon | Bronz                                       | Výkon |
| -------------- | ------------------------------ | ----- | ------------------------------- | ----- | ------------------------------------------- | ----- |
| střední můstek | Antti Hyvärinen · Finsko (FIN) | 227,0 | Aulis Kallakorpi · Finsko (FIN) | 225,0 | Harry Glaß · Tým sjednoceného Německa (EUA) | 224,5 |